# 最後と決めた女だから
「最後と決めた女だから」（さいごときめたひとだから）は、2012年9月19日に発売された氷川きよしの23枚目のシングル。

## 解説
- カップリング曲が異なるAタイプとBタイプがリリースされた。

## 収録曲

### Aタイプ
出典→
1. 最後と決めた女だから [03:57]
作詞：水木れいじ、作曲：鶴岡雅義、編曲：南郷達也
2. 夜霧のエアポート [04:21]
作詞：水木れいじ、作曲：鶴岡雅義、編曲：前田俊明
3. 最後と決めた女だから（オリジナル・カラオケ） [03:57]
4. 夜霧のエアポート（オリジナル・カラオケ） [04:21]
5. 最後と決めた女だから（半音下げオリジナル・カラオケ） [03:57]
6. 最後と決めた女だから（半音下げオリジナル・カラオケ ガイドメロ入り） [03:54]

### Bタイプ
出典→
1. 最後と決めた女だから [03:57]
作詞：水木れいじ、作曲：鶴岡雅義、編曲：南郷達也
2. 哀傷歌 [04:48]
作詞：水木れいじ、作曲：杜奏太朗、編曲：南郷達也
3. 最後と決めた女だから（オリジナル・カラオケ） [03:57]
4. 哀傷歌（オリジナル・カラオケ） [04:48]
5. 最後と決めた女だから（半音下げオリジナル・カラオケ） [03:57]
6. 最後と決めた女だから（半音下げオリジナル・カラオケ ガイドメロ入り） [03:54]